# Runa
Rúna je pisni znak najstarejše pisave germanskih plemen. Sama pisava iz takšnih črk se imenuje rune. Do konca 1. tisočletja so tudi Madžari pisali z madžarskimi runami, ki so po obliki nekoliko podobne germanskim, vendar najverjetneje nimajo nobenega skupnega izvora.
Rune naj bi uporabljali tudi Sloveni ter Anti pred vdorom krščanstva.